# Epicauta andersoni
Epicauta andersoni är en skalbaggsart som beskrevs av Werner 1944. Epicauta andersoni ingår i släktet Epicauta och familjen oljebaggar. Inga underarter finns listade i Catalogue of Life.